# スパイ〜愛を守るもの〜
『スパイ〜愛を守るもの〜』(すぱい あいをまもるもの、原題：스파이、英題:SPY)は、2015年にKBS 2TVで放送された、韓国のテレビドラマ。

## 概要
『スパイ〜愛を守るもの〜』は、イスラエルのドラマ『MICE(マイス)』を原作にしたスパイ・サスペンスドラマであり、主役を演じたJYJのキム・ジェジュンが入隊前最後の出演作として話題になった。
心優しい平凡な公務員とエリート諜報員の2つの顔をもつ主人公、孤独な主人公を癒やしてくれる恋人は主人公の監視役という顔を持っている。心優しい母親は、元北朝鮮の工作員の過去を持っている。主人公と母親との家族愛や主人公と恋人とのロマンスを含めたサスペンスドラマである。

## あらすじ
平凡な公務員ソヌは、両親の愛情をうけて心優しい息子だが、冷徹にミッションを実行していく国家情報院のエリート諜報員という別の顔をもっている。中国での作戦に失敗し、対北朝鮮分析チームに転属となる。秘密を持っているソヌを癒やしてくれるのは、恋人のユンジンであり、ユンジンの家に入り浸っている。ソヌの母ヘリムは、息子ソヌを溺愛していて、平凡な公務員と思っている。ソヌは恋人ユンジンが中国・潯陽出身で孤児だと聞いており、将来結婚しようと考えている。母ヘリムは、ソヌから紹介された恋人ユンジンの態度に少し違和感を抱く。ソヌの新たな転属先では、北朝鮮の新たな韓国への工作の動きを察知し、密かに探るようになる。かつて北朝鮮の工作員だった過去をもつヘリムのもとに、死んだと思っていたかつての上官ギチョルが現れる。ギチョルから息子のソヌを差し出すように迫られるが、ギチョルから息子を守ろうと奔走する。そんな中、肉親が人質になっており、北朝鮮のスパイとしてソヌを監視する役を担っているユンジンは、心からソヌのことを愛しており、ギチョルに仕事を辞めたいと迫る。ギチョルを捕まえようと任務に没頭するソヌと、そのソヌをギチョルから守ろうとする母親ヘリム、恋人ソヌの危険な任務を気遣いながらも、ギチョルからの命令に苦悩するユンジンがからみながら、思わぬ方向へ事がすすんでいく。

## 登場人物

### メインキャスト
キム・ソヌ
演 - キム・ジェジュン (JYJ)
ヘリムの息子。心優しい平凡な公務員を装っているが、国家情報院のエリート諜報員。中国での作戦に失敗し、対北朝鮮分析チームに転属となる。イ・ユンジンの恋人。
パク・ヘリム
演 - ペ・ジョンオク
ソヌの母親。ソヌ思いの平凡な主婦だが、北朝鮮の工作員だった過去を持つ。当時の仲間を裏切り、韓国で生活している。
ファン・ギチョル
演 - ユ・オソン
北朝鮮労働党の工作員で、ヘリムの元上官。対南工作総責任者。非情で残忍な面を持っている。ヘリムが韓国にいることを知っているが、自分で復讐しようと誰にもそのことを話していない。
イ・ユンジン
演 - コ・ソンヒ
ソヌの恋人。中国・潯陽出身で大学の頃よりソウルに住んでおり、旅行代理店に勤務する社会人1年生。ソヌを愛しているが、ソヌを監視する役を担っている。

### キム一家
キム・ウソク
演 - チョン・ウォンジュン
ソヌの父親。国内屈指のコンピューター暗号解読専門家。ITセキュリティ会社「ヘッジテクネット」の理事。
キム・ヨンソ
演 - イ・ハウン
ソヌの妹で、ヘリムの娘。大学進学も覚束ない高校生。家族の秘密は知らない。

### 国家情報院・対北朝鮮分析チーム
ソン・ジュンヒョク
演 - キム・ミンジェ
国家情報院分析チームのチーフ。ソヌの能力を買い、チームに引き抜く。
キム・ヒョンテ
演 - チョ・ダルファン
ソヌの先輩で、国家情報院・対北朝鮮分析チーム所属。かつて逸材と呼ばれた諜報員だったが、現在は閑職にいる。
ノ・ウナ
演 - リュ・ヘヨン
国家情報院・対北朝鮮分析チーム所属。アメリカの大学で学び、犯罪心理のスペシャリスト。

## 製作

### スタッフ
- 脚本:ハン・サンウン、イ・ガン
- 演出:パク・ヒョンソク

### エピソード
従来金曜日では、ドラマとバラエティが放送されていたが、今次は1回で2話連続放送の形式をとった。
第1話の放送では視聴率7.9%を確保したが、その後3%台となっていた。

## 放送日程
韓国
| 放送回数 | 放送日    | 放送話 | サブタイトル                   |
| -------- | --------- | ------ | ------------------------------ |
| 第1回    | 2015/1/9  | 第1話  | 平凡じゃない恋人               |
| 第1回    | 2015/1/9  | 第2話  | ケロイドの男                   |
| 第2回    | 2015/1/16 | 第3話  | 息子はスパイ                   |
| 第2回    | 2015/1/16 | 第4話  | 危険な仕事                     |
| 第3回    | 2015/1/23 | 第5話  | 約束を果たしに                 |
| 第3回    | 2015/1/23 | 第6話  | ヘリムの疑い                   |
| 第4回    | 2015/1/30 | 第7話  | 結ばれないふたり               |
| 第4回    | 2015/1/30 | 第8話  | それぞれの思惑                 |
| 第5回    | 2015/2/6  | 第9話  | 母への疑い                     |
| 第5回    | 2015/2/6  | 第10話 | 究極の選択                     |
| 第6回    | 2015/2/13 | 第11話 | 愛を守るため                   |
| 第6回    | 2015/2/13 | 第12話 | ユンジンの正体                 |
| 第7回    | 2015/2/27 | 第13話 | ハードディスクをめぐる駆け引き |
| 第7回    | 2015/2/27 | 第14話 | 敵か、味方か                   |
| 第8回    | 2015/3/6  | 第15話 | 私にできること                 |
| 第8回    | 2015/3/6  | 第16話 | 愛する人の元へ                 |

日本
日本では、DATVにて2015年4月26日から放送、衛星劇場にて2015年10月16日から放送、NOTTVにて2015年11月9日から配信などされている。

## 派生商品
Original soundtrack
- SPY Part.1 (2015年2月9日、Vitamin Entertainment)

| #  | タイトル                        | 作詞 | 作曲・編曲 | アーティスト |
| -- | ------------------------------- | ---- | ---------- | ------------ |
| 1. | 「SPY TITLE」(instrumental)     |      |            |              |
| 2. | 「影」                          |      |            | Jung Yub     |
| 3. | 「星塵」                        |      |            | Zia          |
| 4. | 「行き場がない」                |      |            | コミ         |
| 5. | 「Hero」                        |      |            | Buzz         |
| 6. | 「Dark Shadow」(instrumental)   |      |            |              |
| 7. | 「Mother is SPY」(instrumental) |      |            |              |
| 8. | 「Espionage」(instrumental)     |      |            |              |

- SPY Part.2 (2015年3月20日、Vitamin Entertainment)

| #  | タイトル                           | 作詞 | 作曲・編曲 | アーティス |
| -- | ---------------------------------- | ---- | ---------- | ---------- |
| 1. | 「私の目の中の君 (My Everything)」 |      |            | Mamamoo    |
| 2. | 「Goodbye」                        |      |            | JACE       |
| 3. | 「East Tension」(instrumental)     |      |            |            |
| 4. | 「The Feared Heart」(instrumental) |      |            |            |
| 5. | 「Dark Sorrow」(instrumental)      |      |            |            |
| 6. | 「Chase My Heart」(instrumental)   |      |            |            |
| 7. | 「Agonize」(instrumental)          |      |            |            |
| 8. | 「Spy from North」(instrumental)   |      |            |            |

| #  | タイトル              | 作詞 | 作曲・編曲 | アーティス |
| -- | --------------------- | ---- | ---------- | ---------- |
| 1. | 「影」(MV)            |      |            | Jung Yub   |
| 2. | 「星塵」(MV)          |      |            | Zia        |
| 3. | 「My Everything」(MV) |      |            | Mamamoo    |

Blu-ray & DVD
- スパイ〜愛を守るもの〜 Blu-ray / DVD 初回限定プレミアム版[8]
  1. BOX1 (2015年8月19日、SPO)
  2. BOX2 (2015年9月16日、SPO)

※「通常版」は、BOX1・BOX2ともに2015年11月27日発売。